# سباستيان سيلفا (موسيقي)
سباستيان سيلفا (بالإسبانية: Sebastián Silva) هو موسيقي ومغني وكاتب سيناريو ومخرج تشيلي، ولد في 9 أبريل 1979 في سانتياغو في تشيلي.

## وصلات خارجية
- سيباستيان سيلفا على موقع IMDb (الإنجليزية)
- سيباستيان سيلفا على موقع ألو سيني (الفرنسية)
- سيباستيان سيلفا على موقع أول موفي (الإنجليزية)
- سيباستيان سيلفا على موقع بوكس أوفيس موجو (الإنجليزية)
- سيباستيان سيلفا على موقع قاعدة بيانات الأفلام السويدية (السويدية)
- سيباستيان سيلفا على موقع قاعدة بيانات الأفلام السويدية (السويدية)
- سيباستيان سيلفا على موقع قاعدة بيانات الفيلم (الإنجليزية)
- سيباستيان سيلفا على موقع كينوبويسك (الروسية)
- سيباستيان سيلفا على موقع كينوبويسك (الروسية)